# Erucastrum canariense
Erucastrum canariense Webb & Berthel., es una especie de planta perteneciente a la familia Brassicaceae.

## Distribución geográfica
Erucastrum canariense es un endemismo de las islas Canarias.

## Descripción
Se trata de una planta con hojas inferiores liradas, densamente híspidas, siendo las hojas superiores sésiles, enteras o dentadas. La inflorescencia tiene varias ramas y las flores poseen pétalos de color amarillo, de unos 8–9 mm. Los frutos, notablemente pedunculados, son silicuas lineares de punta corta y más o menos cónica, cuyas valvas tienen un solo nervio acentuado. 

## Taxonomía
Erucastrum canariense fue descrita por Webb & Berthel. y publicado en Histoire Naturelle des Îles Canaries 1: 81. 1836.
Etimología
Erucastrum: nombre genérico que procede del género Eruca al que se añade el sufijo astrum, es decir, que se parece a las plantas de este último género.
canariense: epíteto geográfico que alude a su localización en las Islas Canarias.

## Nombre común
- Se conoce como "relinchón canario".[2]